# Campionati africani di canoa/kayak velocità
I Campionati africani di canoa/kayak velocità sono la massima competizione continentale, organizzata dalla Confederazione africana della canoa. La prima edizione si è svolta a Rabat in Marocco nel 2001.

## Edizioni
| Anno | Edizione | Città                | Nazione        |
| ---- | -------- | -------------------- | -------------- |
| 2001 | I        | Rabat                | Marocco        |
| 2002 | II       | Nagle Dam            | Sudafrica      |
| 2003 | III      | Lago di Tunisi       | Tunisia        |
| 2005 | IV       | Saint-Louis          | Senegal        |
| 2008 | V        | Diga di Masinga      | Kenya          |
| 2009 | VI       | Abidjan              | Costa d'Avorio |
| 2013 | VII      | Lago di Tunisi       | Tunisia        |
| 2016 | VIII     | Réserve de Shongweni | Sudafrica      |